# Adsorbimento

Adsorbimento fisico di una molecola biatomica covalente (adsorbato) su un substrato (adsorbente).

L'adsorbimento (dal latino adsorbere, termine composto dalla preposizione ad, a, e dal verbo sorbere, assorbire lentamente, bere a centellini) è un fenomeno chimico-fisico che consiste nell'accumulo di una o più sostanze fluide (liquide o gassose) sulla superficie di un condensato (solido o liquido). Nel fenomeno dell'adsorbimento le specie chimiche (molecole, atomi o ioni) instaurano tra loro un'interazione di tipo chimico-fisico (attraverso forze di Van der Waals o legami chimici intermolecolari) sulla superficie di separazione tra due diverse fasi (tale superficie è detta "interfase").

## Generalità
Come risultato dell'interazione tra le particelle ed il mezzo di adsorbimento (detto "adsorbente" o "substrato"), si può ottenere una separazione dei componenti di una miscela, in quanto uno o più componenti restano adsorbiti, mentre altri componenti non rimangono adsorbiti (o si adsorbono meno velocemente); ad esempio facendo passare una corrente di aria (che è essenzialmente una miscela costituita da azoto e ossigeno) su un letto adsorbente, l'azoto si adsorbe con più facilità dell'ossigeno, per cui i due componenti risultano separati.
Un altro risultato ottenibile dall'adsorbimento è il differimento delle varie specie chimiche nel tempo, come avviene nel caso della cromatografia su colonna, in cui le specie chimiche presenti nell'alimentazione escono dall'apparecchiatura in tempi differenti, a seconda di quanto sia forte l'interazione tra ciascuna specie chimica e l'adsorbente.
L'adsorbimento influisce sul "movimento" di molecole, atomi o ioni. Infatti vengono persi in parte i loro gradi di libertà traslazionali, ma non quelli vibrazionali e rotazionali. Si può intendere l'adsorbimento come un "vincolo" al movimento delle molecole che può essere causato da una fase solida, che nel caso in cui sia polare, trattiene le specie chimiche polari (tra cui molecole polari o ioni) e respinge quelle apolari, mentre nel caso in cui sia apolare, trattiene le specie chimiche apolari e respinge quelle polari.
Il fenomeno dell'adsorbimento viene largamente sfruttato in applicazioni scientifiche ed industriali, tra le quali le tecniche di analisi (cromatografia, gascromatografia e cromatografia liquida ad alta prestazione), nelle reazioni di catalisi eterogenea e in molte tecnologie di depurazione, decolorazione e recupero di sostanze da correnti in cui sono presenti in bassa concentrazione.
Il fenomeno opposto all'adsorbimento è il desorbimento e consiste nel rilascio delle sostanze precedentemente adsorbite sulla superficie dell'adsorbente.

## Storia
I primi esperimenti quantitativi sull'adsorbimento sono attribuiti a Carl Scheele e Felice Fontana, i quali studiarono tra il 1773 e il 1777 l'adsorbimento di gas su carbone vegetale e argilla. Tale carbone vegetale prese in seguito il nome di "carbone attivo".
Nel 1814 Nicolas-Théodore de Saussure effettuò i suoi studi sull'adsorbimento, che lo portarono a concludere che il fenomeno di adsorbimento dei gas avviene sprigionando calore (cioè è un processo esotermico) e che una prerogativa essenziale perché avvenga tale fenomeno è l'elevata porosità del materiale adsorbente.
Il termine "adsorbimento" fu introdotto nel 1881 dallo studioso Heinrich Kayser, che assieme a James Chappuis indagò l'influenza della pressione sulla quantità di gas adsorbito su carbone attivo.
Tra il 1914 e 1918 venne sviluppato il modello di Langmuir, che introdusse per la prima volta il concetto di adsorbimento "monostrato". Questi e altri studi valsero a Irving Langmuir nel 1932 il Premio Nobel per la chimica per i suoi contributi alla chimica delle superfici.
Al 1938 risale il concetto di adsorbimento "multistrato" ad opera di Stephen Brunauer, Paul H. Emmett e Edward Teller (da cui l'acronimo "BET", costruito dalle iniziali dei loro cognomi, che indica il modello da essi sviluppato).
Nel 1940 gli scienziati Brunauer, Lola S. Deming, W. Edwards Deming e Edward Teller sviluppano una classificazione delle isoterme di adsorbimento (detta "classificazione BDDT") che verrà poi consigliata dalla IUPAC per una descrizione più completa del fenomeno di adsorbimento.

## Tipologie di adsorbimento

### Adsorbimento chimico e adsorbimento fisico
A seconda del tipo di interazioni che si manifestano tra adsorbato (o soluto) e adsorbente (o substrato), l'adsorbimento può essere definito di tipo fisico (anche detto fisisorbimento) se vengono coinvolti legami deboli di tipo intermolecolare (ad esempio legami di van der Waals), o di tipo chimico (anche detto chemisorbimento) se vengono coinvolti legami forti di tipo intramolecolari (tra ioni o veri e propri legami covalenti).
L'adsorbimento di tipo fisico ha dei valori di {\displaystyle \Delta H} (entalpia di formazione dei legami adsorbente-adsorbato) di circa 20 kJ·mol−1, mentre l'adsorbimento di tipo chimico ha dei valori di {\displaystyle \Delta H} dieci volte superiori, intorno a 200 kJ·mol−1.

### Adsorbimento omogeneo e adsorbimento eterogeneo
L'adsorbimento può essere classificato, a seconda delle fasi coinvolte, in:
- omogeneo: se interessa fasi diverse ma aventi lo stesso stato (ad esempio entrambe allo stato liquido ma poco miscibili, come nel sistema acqua-esano);
- eterogeneo: se interessa stati differenti della materia (solido-liquido, liquido-gas, gas-solido).

### Adsorbimento specifico e non specifico
Uno ione è adsorbito in maniera specifica alla superficie del materiale adsorbente se tra lo ione adsorbito e la superficie prevalgono interazioni a corto raggio, mentre è adsorbito in maniera non specifica se tra lo ione adsorbito e la superficie si manifestano solo interazioni a lungo raggio.
Nel caso di adsorbimento non specifico lo ione mantiene il suo guscio di solvatazione (per cui non è a diretto contatto con la superficie del materiale adsorbente), mentre nel caso di adsorbimento specifico non è solvatato (per cui può arrivare ad essere in contatto con la superficie del materiale adsorbente).

## Isoterme di adsorbimento

Isoterme di adsorbimento favorevoli, sfavorevoli, lineari, e irreversibili.

Nella trattazione dell'adsorbimento si fa uso di un parametro chiamato capacità di adsorbimento {\displaystyle C_{S}}, che è definita dal rapporto della massa di soluto (o adsorbato) rispetto alla massa di adsorbente (o substrato):
{\displaystyle C_{S}={\frac {m_{soluto}}{m_{adsorbente}}}}
Le isoterme di adsorbimento rappresentano la variazione della capacità adsorbente rispetto alla concentrazione (o pressione parziale nel caso di gas) di soluto nel fluido da trattare.
Si parla di isoterme favorevoli quando queste presentano concavità verso il basso, di isoterme sfavorevoli quando presentano concavità verso l'alto, e di isoterme lineari quando la massa di soluto varia linearmente con la massa di adsorbente.
Inoltre si parla di isoterme di adsorbimento irreversibili quando tra adsorbente e adsorbato si instaurano dei legami tanto forti che è impossibile invertire l'operazione di adsorbimento trattando il letto con fluido fresco (questo metodo viene detto rigenerazione). Si hanno isoterme irreversibili nel caso di adsorbimento chimico.
Le isoterme di adsorbimento per sistemi monocomponente (cioè nei quali l'adsorbato sia costituito da una singola specie chimica) sono state classificate in maniera più dettagliata nel 1940 da Brunauer assieme a Lola S. Deming, W. Edwards Deming e Edward Teller in 5 tipologie differenti, in base alla loro forma. Tale classificazione è detta "classificazione di Brunauer" o "classificazione BDDT", dove tale acronimo indica le iniziali dei cognomi degli scienziati che l'hanno sviluppata. Secondo la classificazione BDDT, le isoterme favorevoli corrispondono al tipo I, mentre le isoterme sfavorevoli corrispondono al tipo III. La forma dell'isoterma dipende principalmente dalle dimensioni dei pori dell'adsorbente e dalla temperatura del sistema.

Forma delle 5 tipologie di isoterme secondo la classificazione BDDT. In ascissa è riportato il rapporto tra la pressione totale e la pressione parziale dell'adsorbente nel bulk del fluido, mentre in ordinata è riportata la capacità di adsorbimento.

Nel 1974 le isoterme di adsorbimento sono state classificate anche da Giles, che le ha distinte in quattro classi e cinque sottogruppi per ogni classe.
Le varie forme assumibili dalle isoterme di adsorbimento sono descritte da altrettante equazioni.
Di seguito sono esposte le principali equazioni che modellano la cinetica di adsorbimento. Le equazioni sono presentate dalla più semplice alla più complessa, nel senso che in ogni equazione viene aggiunto un termine che implica una condizione particolare del sistema (per esempio la condizione di soluzione diluita o la presenza di interazioni tra siti vicini). Nella trattazione seguente {\displaystyle a} indica l'attività, {\displaystyle K} è la costante di dissociazione dell'analita dalla superficie di adsorbimento e {\displaystyle \theta } è la frazione di superficie ricoperta dall'analita.

### Isoterma di Henry

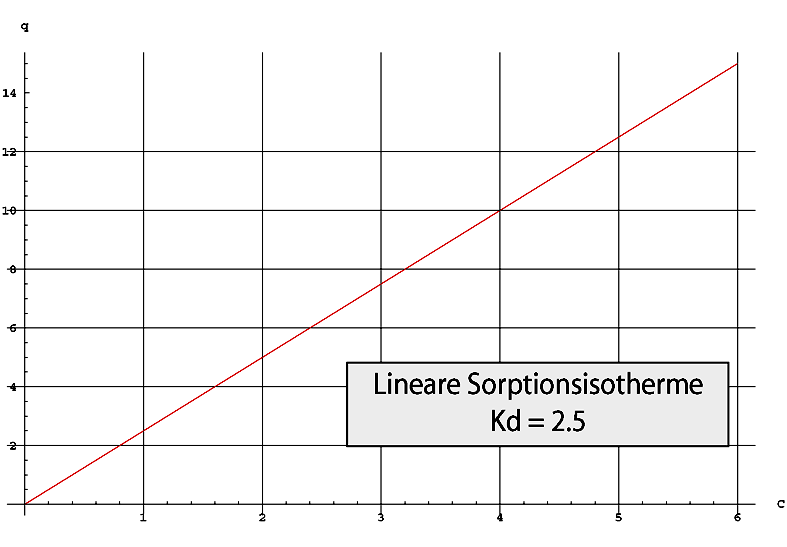
Isoterma di adsorbimento lineare.

È la forma di adsorbimento più semplice, usata soprattutto quando si ha a che fare con fasi gassose, e per l'adsorbimento di sostanze idrofobiche in soluzioni acquose.
Si ipotizza che tutte le interazioni siano trascurabili, che i coefficienti di attività siano unitari e che la frazione di adsorbimento {\displaystyle \theta } sia molto piccola.
L'equazione dell'isoterma di Henry si esprime come:
{\displaystyle a=K\theta }
essendo:
- {\displaystyle a} l'attività; per soluzioni diluite l'attività è approssimata alla concentrazione del soluto, mentre per soluzioni concentrate si moltiplica la concentrazione per il coefficiente di attività del soluto {\displaystyle \gamma _{B_{s}}}
- {\displaystyle K} la costante dell'isoterma di Henry, che è una costante di ripartizione. Tale costante è funzione solo della temperatura.[22]

### Isoterma di Freundlich

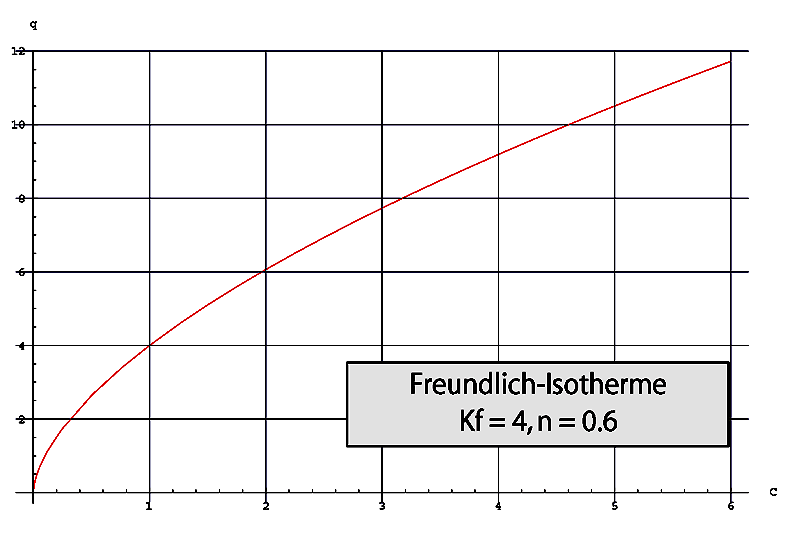
Isoterma di Freundlich.

Questa equazione è la generalizzazione dell'isoterma di Henry nel caso in cui i coefficienti stechiometrici non siano in rapporto 1:1.
{\displaystyle a=K'\theta ^{\left({\frac {1}{z}}\right)}}

### Isoterma di Langmuir

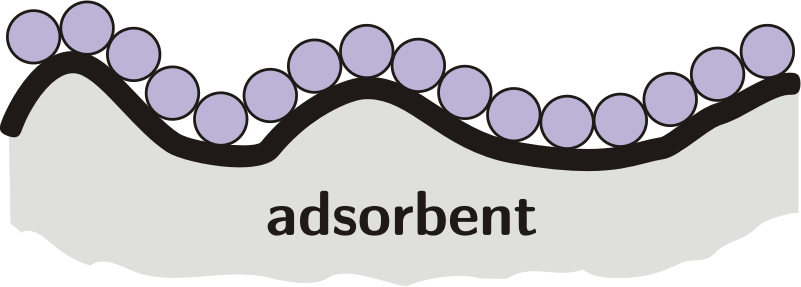
Rappresentazione dell'ipotesi di Langmuir di ricoprimento monostrato.

L'isoterma di Langmuir descrive sistemi semplici che si avvicinano alle condizioni di idealità. L'isoterma di Langmuir è favorevole (tipo I secondo la classificazione BDDT). L'adsorbimento secondo Langmuir si basa su quattro condizioni essenziali:
- l'attività può essere sostituita con la concentrazione (condizione di soluzione diluita);
- l'adsorbimento non può procedere oltre il ricoprimento di un monostrato;
- i siti si equivalgono tutti dal punto di vista energetico (ossia hanno tutti la stessa entalpia di adsorbimento, per cui hanno la stessa probabilità di venire occupati) e la superficie è assunta uniforme (cioè risulta perfettamente piana su scala microscopica);
- l'interazione adsorbato-adsorbato è considerata trascurabile rispetto all'interazione adsorbato-adsorbente;
- l'adsorbimento è reversibile.

Secondo questo modello, la velocità di adsorbimento {\displaystyle v_{ads}} è pari a:
{\displaystyle v_{ads}=k_{a}c(1-\theta )}
essendo:
- {\displaystyle \theta } è il grado di ricoprimento del solido, dato dal rapporto tra numero di siti occupati e numero di siti totali, ovvero:[21][23]

{\displaystyle \theta =\Gamma /\Gamma ^{o}}
essendo {\displaystyle \Gamma ^{o}} la quantità massima di soluto che può essere adsorbito (nel caso di adsorbimento monostrato) e {\displaystyle \Gamma } la quantità di soluto adsorbito.
- {\displaystyle 1-\theta } è il grado di occupazione dei siti di adsorbimento disponibili;
- c è la concentrazione di soluto;
- {\displaystyle k_{a}} è una costante di proporzionalità.

La velocità di desorbimento {\displaystyle v_{des}} è invece pari a:
{\displaystyle v_{des}=k_{d}\theta }

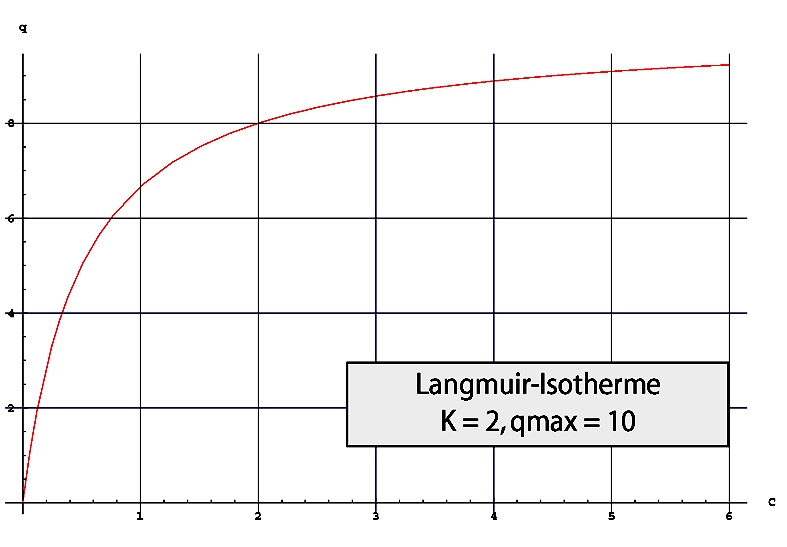
Isoterma di Langmuir.

La condizione di equilibrio corrisponde all'uguaglianza tra le due velocità (equilibrio dinamico), da cui si ottiene l'equazione dell'isoterma di Langmuir:
{\displaystyle \theta ={\frac {Kc}{1+Kc}}}
in cui K è la costante di equilibrio di adsorbimento.
La costante di dissociazione {\displaystyle K} si considera costante nell'intervallo di analisi e varia con la temperatura secondo la legge:
{\displaystyle K=K_{o}\exp \left({\frac {A}{RT}}\right)}
dove A e {\displaystyle K_{o}} sono costanti che hanno carattere entalpico ed entropico rispettivamente.

### Isoterma di Langmuir sigmoidale

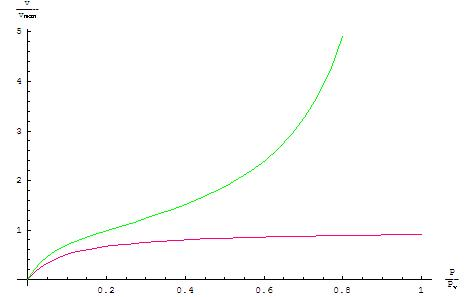
Isoterme di Langmuir (rosa) e BET (verde)

Quando vengono rispettate le condizioni per l'adsorbimento di Langmuir ma i rapporti stechiometrici tra la specie adsorbente e solvente non è 1:1, la curva acquista una forma sigmoidale. L'espressione matematica è similare all'equazione di Langmuir, a parte il fatto che alcune variabili sono elevate per un coefficiente {\displaystyle z} (con {\displaystyle z=2,3,\cdots }). Tale coefficiente deve essere uguale sia per la specie che viene adsorbita ({\displaystyle B_{ad}}) che per il solvente ({\displaystyle A_{ad}}) adsorbito sulla superficie adsorbente.
{\displaystyle a=K'{\left({\frac {\theta }{1-\theta }}\right)}^{\frac {1}{z}}}

### Isoterma di Volmer
Rappresenta una variante della equazione di Langmuir. Essa si applica quando le condizioni della Langmuir non sono rispettate in toto.
{\displaystyle a=K'{\frac {\theta }{1-\theta }}\cdot \exp \left({\frac {\theta }{1-\theta }}\right)}

### Isoterma di Frumkin
Questa isoterma è anche nota con il nome di isoterma di Tëmkin, Fowler-Guggenheim. Tale equazione include l'interazione tra adsorbandi, repulsiva o attrattiva, a seconda che l'esponente sia negativo o positivo.
All'equazione di Langmuir viene aggiunto un termine di interazione {\displaystyle \exp \left(\theta \beta \right)}:
{\displaystyle a=K'{\frac {\theta }{1-\theta }}\exp \left(\theta \beta \right)}
dove {\displaystyle \beta \theta } ha l'espressione:
{\displaystyle \beta \theta ={\frac {\mu ^{\Diamond }}{RT}}}

### Isoterma di Van der Waals
L'isoterma di Van der Waals (o isoterma di Hill-De Boer) descrive un sistema in cui vi sono interazioni tra solvente e soluto. L'equazione descrive questa interazione con due termini aggiuntivi, {\displaystyle \exp \left(\theta \beta \right)} e {\displaystyle \exp \left({\frac {\theta }{1-\theta }}\right)}.
Il primo di questi termini descrive l'interazione tra due molecole adsorbite. L'interazione può essere dovuta a forze attrattive o repulsive, che agiscono proporzionalmente alla concentrazione e alle dimensioni della molecola adsorbanda (effetto sterico). Per esempio due molecole adsorbenti possono interagire presso lo stesso sito adsorbente, "competendo" per l'adsorbimento su tale sito o per l'adsorbimento su un sito vuoto, stericamente impedito da molecole vicine. Il secondo termine è legato a forze repulsive o attrattive nell'interazione tra molecole di solvente e di soluto adsorbite. Le molecole di soluto, per esempio, avranno una tendenza maggiore ad essere adsorbite, ma troveranno molecole di solvente nei siti di adsorbimento con cui interagiranno.
L'equazione completa è descritta dalla seguente formula:
{\displaystyle a=K'{\frac {\theta }{1-\theta }}\exp \left(\theta \beta \right)\exp \left({\frac {\theta }{1-\theta }}\right)}

### Isoterma BET

Modello di adsorbimento multistrato.

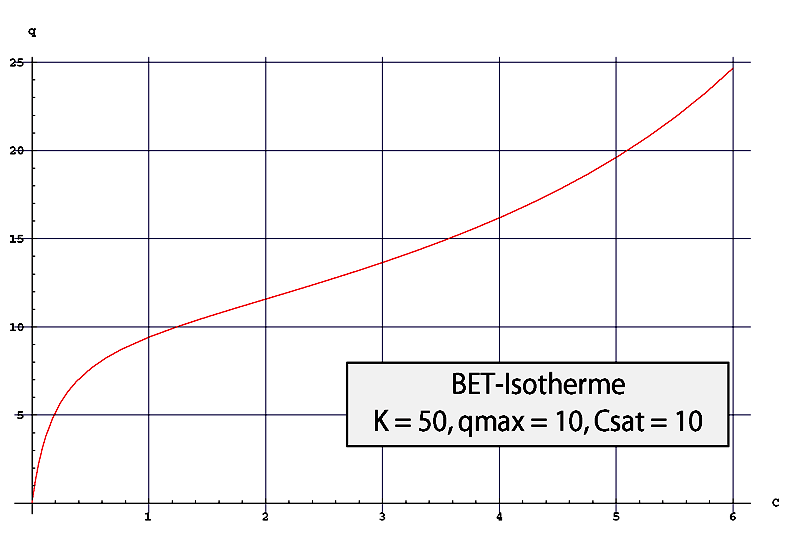
Isoterma BET.

L'isoterma di Stephen Brunauer, Paul H. Emmett ed Edward Teller o isoterma BET (dalle iniziali dei loro cognomi), sviluppata nel 1938, è utilizzata per descrivere l'adsorbimento su superfici da fase vapore. In tale modello è contemplato l'adsorbimento multistrato e si distinguono due possibili interazioni fondamentali: adsorbato-superficie e adsorbato-adsorbato "verticale" (interazione attrattiva). L'interazione adsorbato-adsorbato verticale è indipendente dallo strato considerato, mentre l'interazione adsorbato-adsorbato nello stesso monostrato (orizzontale) è considerata trascurabile rispetto all'interazione adsorbato-superficie. Il sistema è composto quindi da infiniti monostrati che seguono il modello di Langmuir.
L'equazione BET è:
{\displaystyle {\frac {1}{v\left[\left({P_{0}}/{P}\right)-1\right]}}={\frac {c-1}{v_{m}c}}\left({\frac {P}{P_{0}}}\right)+{\frac {1}{v_{m}c}}}
in cui {\displaystyle P} e {\displaystyle P_{0}} sono le pressioni all'equilibrio dinamico e la pressione di saturazione degli adsorbati alla temperatura di adsorbimento, {\displaystyle v} è la quantità di vapore adsorbita (in unità di volume), {\displaystyle v_{m}} è la quantità adsorbita in un monostrato e {\displaystyle c} è la costante BET, pari a:
{\displaystyle c=\exp \left({\frac {E_{1}-E_{L}}{RT}}\right)}
in cui {\displaystyle E_{1}} è l'entalpia di adsorbimento del primo strato (quello che interagisce con la superficie) e {\displaystyle E_{L}} rappresenta l'entalpia per tutti gli altri strati ed equivale all'entalpia di liquefazione.
Se consideriamo un grafico con {\displaystyle {1}/{v[({P_{0}}/{P})-1]}} sull'asse delle ordinate e {\displaystyle {P}/{P_{0}}} sull'asse delle ascisse (il cosiddetto grafico BET) l'equazione vista sopra corrisponde ad una funzione lineare (cioè una retta).
In particolare, si vede sperimentalmente che la relazione è lineare nell'intervallo {\displaystyle 0,05<{P}/{P_{0}}<0,35}.
A partire dalla pendenza della retta e dal valore dell'intercetta sull'asse delle ordinate è possibile stimare la quantità di vapore adsorbita per monostrato {\displaystyle v_{m}} e la costante BET {\displaystyle c}.

## Modelli di adsorbimento
Il fenomeno dell'adsorbimento può essere analizzato con tre modelli principali:
- modello del doppio strato elettrico: descrive la formazione di una zona chiamata doppio strato elettrico, in cui la forza che tiene le molecole legate è di tipo elettrostatico e cui si associa un potenziale di interazione;
- modello di azione di massa: descrive l'adsorbimento come un equilibrio chimico;
- metodo termodinamico: lega le variabili termodinamiche alle concentrazioni nella fase bulk o sulla superficie adsorbente partendo dal potenziale chimico.

### Modello del doppio strato elettrico
Tale modello ipotizza la formazione di un doppio strato formato da molecole trattenute da forze di tipo elettrostatico. Per tale motivo è spesso adoperato nei sistemi ionici. Un piccolo accorgimento ci permette di usare l'ipotesi di un doppio strato elettrico anche in caso di sostanze non ioniche purché si possa descrivere un potenziale di interazione.
Secondo la propria natura, una sostanza può essere polare (ossidi, argille, silicati) o idrofoba (carbone, superfici polimeriche). L'unità base di una sostanza (molecola, unità polimerica, ecc.) viene ipotizzata o completamente polare (carica) o completamente apolare. Poiché in realtà sostanze completamente apolari non esistono (condizione ideale), ci riferiamo a delle frazioni di carica contenute nell'unità base. Questo modo di vedere la carica della sostanza ci permette di descrivere indifferentemente l'adsorbimento di tipo fisico e di tipo chimico variando l'intensità del potenziale tra unità base di molecole differenti.
L'adsorbimento sarà funzione del potenziale di interazione {\displaystyle \psi } tra la sostanza adsorbente e la sostanza adsorbita.
Si formerà un doppio strato elettrico tra la superficie adsorbente e la superficie adsorbita.
Il doppio strato elettrico può essere descritto dal modello di Gouy-Chapman (GC).
Questo è migliorato con il modello di Stern-Gouy-Chapman (SGC). Questi modelli possono usarsi per soluzioni diluite, ma non per sistemi ad alta concentrazione i quali deviano il loro comportamento a causa delle interazioni tra particelle dello stesso tipo.

#### Modello Gouy-Chapman (GC)
Il modello di Gouy-Chapman usa le seguenti condizioni:
- la carica sulla superficie adsorbente è considerata uniformemente distribuita;
- la carica che forma lo strato diffuso è puntiforme;
- la costante dielettrica del mezzo è costante;
- la superficie di separazione è piana.

La distribuzione di carica nello strato diffuso è descritta dalla distribuzione di Poisson:
{\displaystyle {\frac {d^{2}\psi }{dx^{2}}}=-{\frac {\varrho (x)}{\varepsilon _{o}\varepsilon _{r}}}}
dove {\displaystyle \psi } è il potenziale del doppio strato elettrico, {\displaystyle \varepsilon _{o}} la permittività elettrica del vuoto, {\displaystyle \varepsilon _{r}} è la costante dielettrica media del mezzo, {\displaystyle \varrho (x)} è la densità di carica volumetrica alla distanza {\displaystyle x}.

La distribuzione di ioni (o di particelle aventi una carica parziale) è data dalla distribuzione di Boltzmann:
{\displaystyle n_{i}(x)=n_{i}^{o}\exp \left({\frac {-\nu _{i}F\psi (x)}{RT}}\right)}
dove {\displaystyle n_{i}(x)} è la concentrazione, {\displaystyle \nu _{i}} è la valenza dello ione {\displaystyle i} (incluso il segno) (o della particella con carica parziale) alla distanza {\displaystyle x}, {\displaystyle n_{i}^{o}} è la concentrazione del bulk della specie {\displaystyle i}, {\displaystyle F} la costante di Faraday, {\displaystyle R} e {\displaystyle T} sono rispettivamente la costante dei gas e la temperatura assoluta.
La densità di carica superficiale è data dalla somma delle concentrazioni delle cariche positive e negative:
{\displaystyle \varrho (x)=\sum _{i}\nu _{i}Fn_{i}(x)}
L'equazione che descrive la variazione di {\displaystyle \psi } al variare della distanza nello strato diffuso nel doppio strato elettrico è data dalle equazioni:
{\displaystyle {\frac {d^{2}\psi }{dx^{2}}}=-{\frac {F}{\varepsilon _{o}\varepsilon _{r}}}\sum _{i}\nu _{i}n_{i}^{o}\exp \left({\frac {-\nu _{i}F\psi (x)}{RT}}\right)}
L'equazione precedente può essere approssimata e ogni approssimazione rispecchia il sistema preso in considerazione.
Quando il sistema raggiunge l'equilibrio viene anche equilibrata la carica della superficie con la carica dello strato diffuso e per il principio di elettroneutralità del sistema si ha:
{\displaystyle \sigma _{s}=-\int _{0}^{\infty }\varrho \;dx=-\sigma _{d}}
La relazione tra la densità di carica superficiale e il potenziale si ottiene combinando la precedente equazione con l'equazione di Poisson:
{\displaystyle -\sigma _{d}=\varepsilon _{o}\varepsilon _{r}\int _{0}^{\infty }\left({\frac {d^{2}\psi }{dx^{2}}}\right)\;dx=-\varepsilon _{o}\varepsilon _{r}\left({\frac {d\psi }{dx}}\right)_{x=0}}
Si definisce la quantità di sostanza {\displaystyle c_{s}} contenuta sulla superficie adsorbente come eccesso superficiale {\displaystyle n_{i}-n_{i}^{s}}. L'eccesso superficiale per unità di superficie {\displaystyle \Gamma } è definito da:
{\displaystyle \Gamma ={\frac {n_{s}}{A}}}
L'eccesso superficiale (la quantità di anioni e cationi che compensano la carica superficiale) nello strato diffuso è dato da:
{\displaystyle \Gamma _{\pm d}=\int _{0}^{\infty }(n_{i}(x)-n_{i}^{o})\,dx}

#### Modello Stern-Gouy-Chapman (SGC)
Questo modello propone di dividere il doppio strato elettrico in due zone:
- lo strato di Stern, inizia dalla superficie di adsorbente per una distanza d di ordine molecolare;
- lo strato diffuso avente carica puntiforme si trova al di sopra dello strato di Stern e non ha una larghezza definita.

Lo strato diffuso è analizzato con il modello GC. Lo strato di Stern nel caso più semplice è privo di cariche (cariche trascurabili per esempio dipoli istantanei) (superficie piana) e il potenziale diminuisce linearmente da {\displaystyle \psi _{s}} (potenziale della superficie adsorbente) fino a {\displaystyle \psi _{d}} (potenziale del piano di Stern).
La {\displaystyle \psi _{d}} è più piccola di {\displaystyle \psi _{s}}. La caduta di potenziale {\displaystyle \psi _{s}-\psi _{d}} è legata alla capacità {\displaystyle C} dello strato di Stern:
{\displaystyle \psi _{s}-\psi _{d}={\frac {\sigma _{s}}{C}}}
dove C è definita da
{\displaystyle C={\frac {\varepsilon _{o}\varepsilon _{r}}{d}}}
Il potenziale del doppio strato elettrico {\displaystyle \psi } sarà dato dalla somma del potenziale della superficie adsorbente {\displaystyle \psi _{s}}, dal potenziale dello strato di Stern e dal potenziale dello strato diffuso {\displaystyle \psi _{d}}:
{\displaystyle \psi =\psi _{s}+\psi _{d}+{\frac {\sigma _{s}}{C}}}
Se si usa il modello GC lo strato di Stern non esiste e l'ultimo termine della precedente è nullo.

### Modello di azione di massa
Questo modello tratta l'adsorbimento come una vera e propria reazione chimica dove si può stabilire una costante di equilibrio K che regoli il processo. Dalla costante K si ricava l'equazione di adsorbimento che può essere semplificata considerando le condizioni del sistema.
Si consideri una soluzione contenente un analita che può essere adsorbito su una superficie adsorbente. Si stabilisce un equilibrio tra le specie in soluzione:
- solvente-soluzione / solvente-adsorbito;
- solvente-soluzione / soluto-soluzione;
- solvente-adsorbito / soluto-adsorbito;
- soluto-soluzione / soluto adsorbito.

Le condizioni sopra riportate rispecchiano un sistema reale e complesso. Spesso una o più condizioni possono essere trascurate così da semplificare il sistema.
In soluzione si stabilisce il seguente equilibrio tra il solvente adsorbito, solvente in soluzione, soluto adsorbito e soluto in soluzione:
{\displaystyle nA_{ad}+mB_{s}=cA_{s}+dB_{ad}}
dove con {\displaystyle A} si indica il solvente e con {\displaystyle B} si indica il soluto; i pedici {\displaystyle ad} e {\displaystyle s} indicano rispettivamente adsorbito e soluzione. Per semplicità si ipotizza che le particelle dell'analita siano tutte identiche e che il processo di adsorbimento avvenga in un solo stadio. Se così non fosse dovremmo considerare una funzione di distribuzione dell'analita secondo le dimensioni e tante equazioni quanti sono gli equilibri instaurati in soluzione.
Si consideri anche il solvente perché per soluzioni non diluite la sua attività non è unitaria e nel processo di adsorbimento le molecole di solvente vengono spostate dalle molecole dell'analita.
La costante di equilibrio viene scritta in funzione delle attività a (se la soluzione è diluita in funzione delle concentrazioni).
{\displaystyle K_{a}={\frac {\{A_{s}\}^{c}\{B_{ad}\}^{d}}{\{A_{ad}\}^{n}\{B_{s}\}^{m}}}}
dove {\displaystyle n,m,c,d} sono i coefficienti stechiometrici.
L'equazione di equilibrio può essere scritta dividendo i contributi di concentrazione e dei coefficienti di attività:
{\displaystyle K_{a}={\frac {[A_{s}]^{c}[B_{ad}]^{d}}{[A_{ad}]^{n}[B_{s}]^{m}}}{\frac {\gamma _{A_{s}}^{c}\gamma _{B_{ad}}^{d}}{\gamma _{A_{ad}}^{n}\gamma _{B_{s}}^{m}}}=K_{\theta }K_{\gamma }}
Questa equazione generale può essere semplificata prendendo in considerazione le condizioni del sistema in esame. Le concentrazioni vengono indicate con la frazione molare {\displaystyle \theta }. I coefficienti di attività sono spesso trascurati così verranno ricavate le equazioni di adsorbimento di Henry, Langmuir e Langmuir sigmoidale. Considerando il coefficiente di attività del soluto adsorbito si ricava l'equazione di Frumkin (vedere in seguito). Se si considerano gli altri coefficienti di attività si possono ricavare altre curve di adsorbimento

### Metodo termodinamico
Si applicano i concetti della termodinamica partendo dal potenziale chimico.
All'equilibrio il potenziale chimico della sostanza adsorbita e della sostanza adsorbente sono uguali:
{\displaystyle \mu =\mu _{s}=\mu _{b}}
dove i pedici {\displaystyle s} e {\displaystyle b} hanno, rispettivamente, il significato di superficie e di bulk.
L'espressione del potenziale chimico è:
{\displaystyle \mu =\mu ^{o}+RT\ln a}
{\displaystyle a=fc}
dove {\displaystyle a} rappresenta l'attività, {\displaystyle c} la concentrazione ed {\displaystyle f} il coefficiente di attività del soluto.

Per conoscere la concentrazione del soluto sulla superficie si possono usare delle espressioni che legano la concentrazione nella fase bulk con la concentrazione superficiale come ad esempio nell'equazione di Langmuir {\displaystyle c_{s}=K^{\prime }{\frac {\theta }{1-\theta }}}.

È possibile ricavare queste espressioni dai modelli SGC e dal modello di azione di massa.
Considerando le tre equazioni precedenti e l'espressione della concentrazione {\displaystyle c} si ricava un'equazione del potenziale chimico riferita alla superficie adsorbente:
{\displaystyle \mu =\mu ^{*}+RT\ln {a_{s}}}
{\displaystyle a_{s}=f_{s}c_{s}}
L'espressione di {\displaystyle \mu ^{*}} cambia secondo il sistema preso in considerazione.
Per esempio per l'isoterma di Langmuir:
{\displaystyle \mu ^{*}=\mu ^{\Diamond }+nRT\ln {\frac {K^{\prime }}{c_{o}}}}
mentre per l'isoterma di Frumkin si ha:
{\displaystyle \mu ^{*}=\mu ^{\Diamond }+nRT\ln {\frac {K^{\prime }}{c_{o}}}+\theta \mu ^{\triangle }}
La variazione di potenziale chimico {\displaystyle \Delta \mu } è legata al lavoro di eccesso superficiale, secondo il modello di Adolphs e Setzer, dalla relazione:
{\displaystyle \Psi =n_{ad}\Delta \mu }
dove {\displaystyle \Psi } è il lavoro di eccesso superficiale, {\displaystyle n_{ad}} è la quantità adsorbita, {\displaystyle \Delta \mu } la variazione di potenziale chimico.

## Applicazioni scientifiche e tecnologiche

### Operazione unitaria di adsorbimento

Schema di un'apparecchiatura a letto impaccato per l'adsorbimento

Dal punto di vista impiantistico, l'adsorbimento di gas viene in genere realizzato in apparecchiature a letto fisso, sebbene sia possibile utilizzare anche apparecchiature a letto mobile e a letto fluidizzato. L'adsorbimento di liquidi viene invece svolto in apparecchiature a letto fisso, a letto mobile e in recipienti agitati.
In ambito industriale, l'operazione di adsorbimento viene sfruttata in diverse applicazioni, tra cui: la separazione di ossigeno da azoto, la potabilizzazione delle acque, la rimozione di pigmenti da soluzioni acquose, nel processo di raffinazione dello zucchero e nel processo di essiccamento di correnti gassose.

#### Materiali adsorbenti
Il solido adsorbente è scelto in base alla sua affinità specifica con il soluto da adsorbire (data dalla natura dei gruppi funzionali del solido adsorbente) e dalle dimensioni dei pori, e può essere costituito da:
- gel di silice: idrofilo[33]
- allumina: idrofila[33]
- zeoliti (spesso utilizzate come setacci molecolari): idrofile[33]
- argilla: idrofila
- carbone attivo: idrofobo[33]
- resine e polimeri: idrofobi.

I materiali adsorbenti idrofili adsorbono con più facilità le sostanze polari (come l'acqua), mentre i materiali adsorbenti idrofobici adsorbono con più facilità le sostanze apolari.

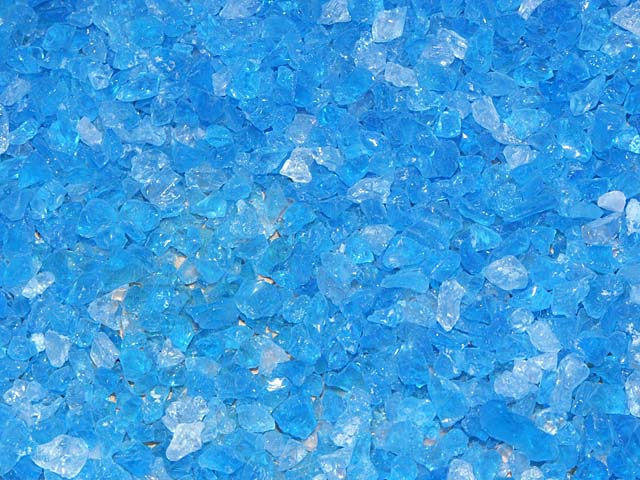
Particelle di gel di silice
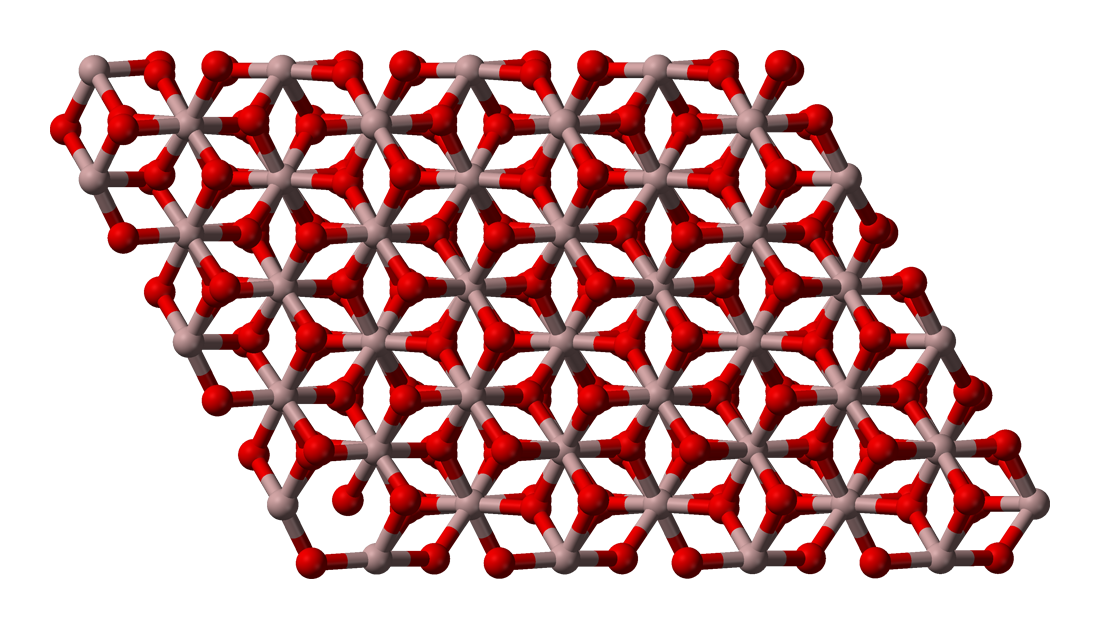
Struttura cristallina dell'α-allumina
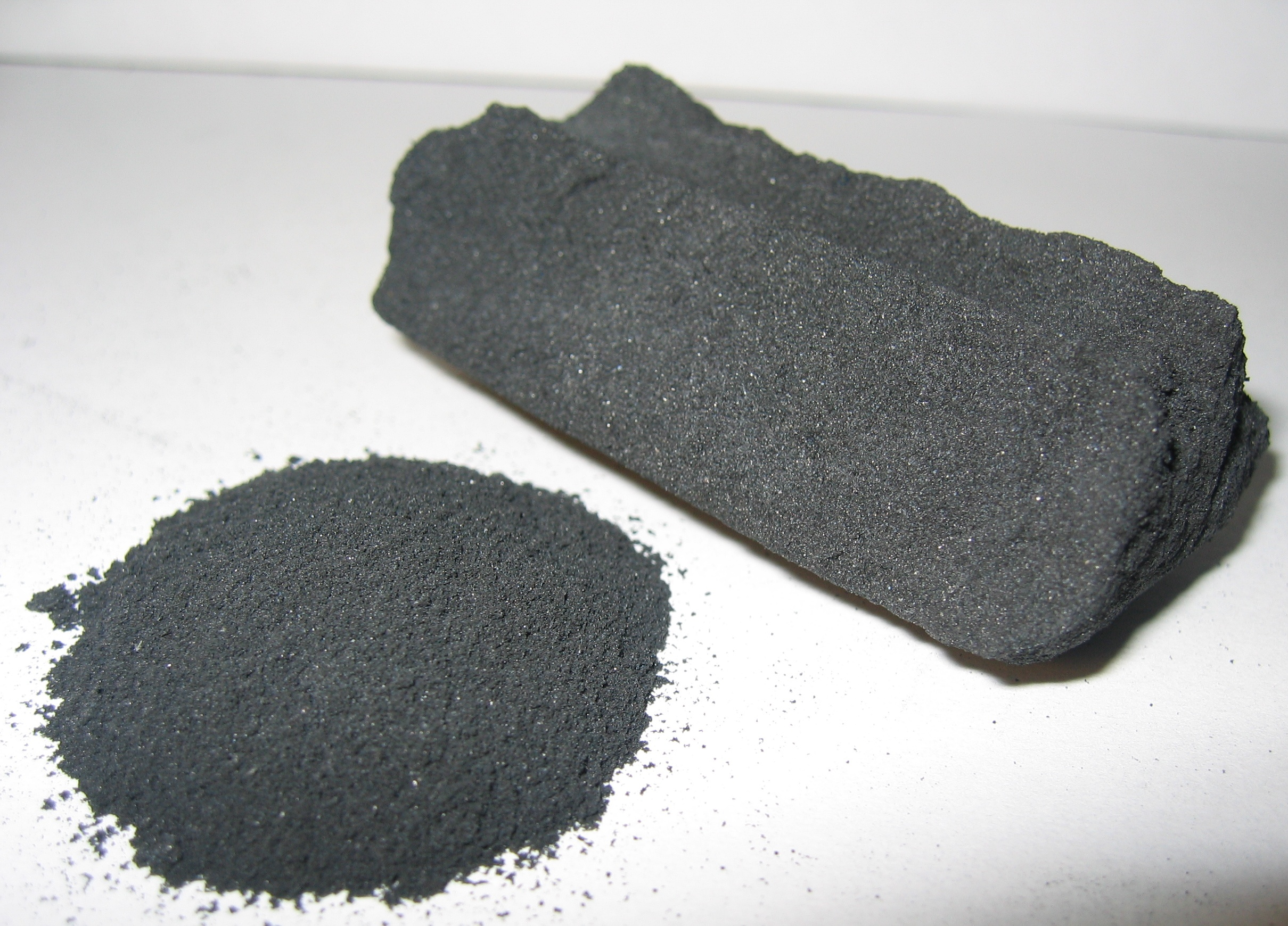
Aspetto del carbone attivo
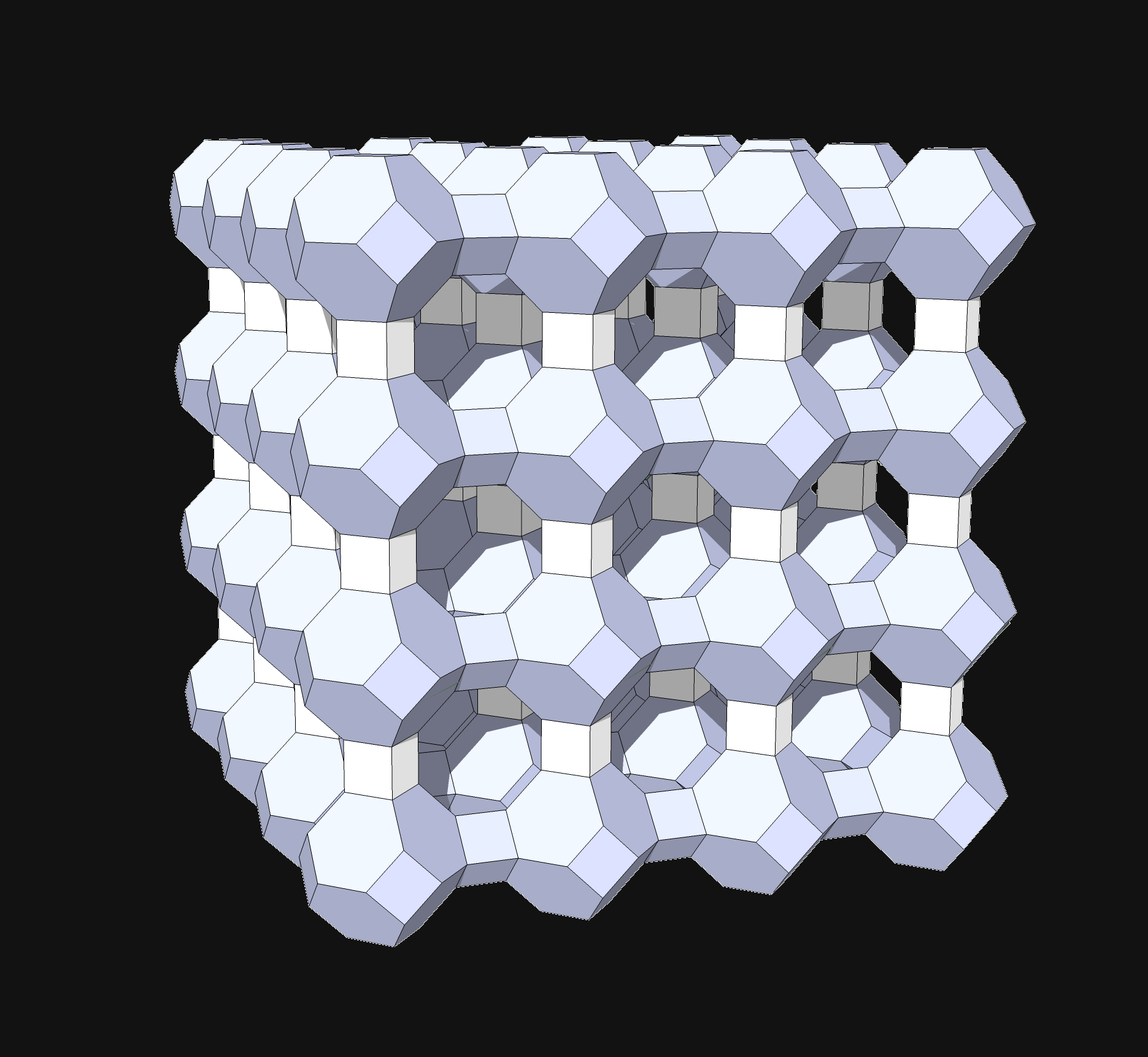
Struttura molecolare di una zeolite

I pori del materiale adsorbente vengono classificati secondo le raccomandazioni della IUPAC in:
- micropori: per diametri del poro minori di 2 nm;
- mesopori: per diametri compresi tra 2 e 50 nm;
- macropori: per diametri maggiori di 50 nm.

Il materiale adsorbente viene utilizzato generalmente sotto forma di granuli del diametro di 1–10 mm, aventi aree superficiali intorno a 200-1.500 m2/g.
Talvolta i granuli sono costituiti dall'associazione di due diversi materiali: in tal caso si ha la presenza di un materiale detto "supporto" che presenta mesopori e macropori. Tale supporto costituisce circa il 10-20% in peso.

#### Rigenerazione del letto granulare

Schema di funzionamento di un impianto di rigenerazione del tipo pressure swing.

Le operazioni di adsorbimento avvengono tramite cicli successivi di adsorbimento e desorbimento. Tale fase di desorbimento, detta "rigenerazione", ha lo scopo di rinnovare la fase solida granulare, depurandola dal soluto adsorbito. In pratica si interrompe ciclicamente il processo di adsorbimento (non appena il letto granulare si è quasi completamente saturato) inviando ciclicamente una corrente in direzione opposta a quella dell'alimentazione, che si arricchisce del soluto contenuto nel letto granulare, purificando il letto adsorbente.
La rigenerazione può essere svolta principalmente tramite due vie:
- per via termica (thermal swing o temperature swing): aumentando la temperatura;
- per variazione di pressione (pressure swing): diminuendo la pressione.

Altri metodi, meno utilizzati, sono:
- lo spostamento dell'adsorbato per adsorbimento di un'altra sostanza: ad esempio il vapore viene utilizzato per allontanare sostanze organiche dal carbone attivo;[37]
- l'estrazione dell'adsorbato con agente estraente; ad esempio il solfuro di carbonio (CS2) viene utilizzato per estrarre zolfo, allontanandolo dai siti attivi dell'adsorbente;[38]
- il lavaggio con solvente puro.

Le metodiche di rigenerazione pressure swing e thermal swing possono essere utilizzate indifferentemente, per cui la scelta tra quale delle due utilizzare dipende esclusivamente da fattori economici.
Un esempio di rigenerazione pressure swing è dato dall'operazione di arricchimento di ossigeno e azoto; in questo caso vengono utilizzati due letti adsorbenti, che funzionano alternativamente da letto adsorbente per l'azoto (che viene adsorbito con più facilità dell'ossigeno, avendo diametro molecolare minore) e da letto rigenerante. Un sistema di valvole indirizzano la corrente gassosa (aria) verso uno o l'altro letto.
Un'alternativa alla rigenerazione è la sostituzione dell'intero letto granulare, ma questo avviene solo nel caso in cui l'adsorbente abbia basso valore intrinseco e se la fase che si è interessati a recuperare è quella fluida.

### Riattivazione del letto granulare
Quando non sia possibile allontanare l'adsorbato dall'adsorbente tramite le metodiche di rigenerazione (ad esempio nel caso in cui l'adsorbato abbia una volatilità moto bassa), è necessario ricreare la struttura porosa dell'adsorbente; tale processo viene detto "riattivazione".

### Adsorbimento di tensioattivi
I tensioattivi sono classificati in ionici e non-ionici e possono essere adsorbiti su una superficie idrofila (polare) o idrofoba. Le combinazioni possibili sono
- ionico / idrofilo;
- ionico / idrofobo;
- non-ionico / idrofilo;
- non-ionico / idrofobo.

Le differenti posizioni delle molecole di tensioattivo sulla superficie adsorbente determinano le interazioni tra adsorbito e adsorbente.
Divideremo le quattro condizioni in due sezioni: tensioattivi non-ionici e tensioattivi ionici.

#### Adsorbimento di tensioattivi non-ionici
L'adsorbimento di tensioattivi non-ionici segue in molto casi l'isoterma di Langmuir o una sua versione modificata. A basse concentrazioni di tensioattivo la superficie adsorbente è scarsamente ricoperta e l'interazione tensioattivo-tensioattivo è trascurabile. Si instaurano legami tipo Van der Waals. Per una superficie idrofoba l'interazione è regolata dalla catena alchilica del tensioattivo (parte idrofoba), mentre per una superficie polare l'interazione è dominata dalla catena EO del tensioattivo. L'aumento della lunghezza della catena determina una diminuzione dell'adsorbimento, mentre l'aumento della temperatura aumenta l'adsorbimento causa la desolvatazione della catena. Continuando ad aumentare la concentrazione di tensioattivo, le interazioni tensioattivo-tensioattivo diventano significative, ma l'adsorbimento dipenderà sempre dalla catena idrofoba o dalla catena EO secondo la natura della superficie adsorbente.
In prossimità della cmc il tensioattivo tende a formare aggregati causando una variazione dell'orientazione delle molecole di tensioattivo. Per superfici polari interagisce la catena EO e la molecola di tensioattivo si dispone verticalmente; si ha una superficie idrofoba che all'aumentare della concentrazione di tensioattivo forma un doppio strato o un aggregato micellare. Se la superficie è apolare si possono ipotizzare almeno due strutture, la prima dove il tensioattivo è disposto verticalmente, con la catena alchilica rivolta alla superficie adsorbente, e la seconda struttura a formare delle emicelle. Queste strutture sono abbastanza impaccate da ricoprire la superficie quasi interamente. Si forma una superficie con carattere ionico.

#### Adsorbimento di tensioattivi ionici
La caratterizzazione di tensioattivi su superfici idrofile è descritta da due modelli: modello di orientazione inversa (reverse orientation model) e modello bistrato (bilayer model).
Nel primo modello il tensioattivo è legato alla superficie da forze elettrostatiche che, aumentando la concentrazione, formano emicelle. La testa polare del tensioattivo è rivolta alla superficie adsorbente creando una superficie idrofoba. Questa superficie lega altre molecole di tensioattivo formando un altro strato e la carica originaria della superficie è invertita.

Nel modello bilayer la superficie adsorbente è legata a strutture impaccate quali doppi strati o micelle (admicelle = micelle adsorbite) in prossimità della cmc, ma non forma emicelle a basse concentrazione di tensioattivo.

### Cattura dell'anidride carbonica
Il processo di adsorbimento può essere utilizzato per la rimozione dell'anidride carbonica dai gas industriali. La sorption enhanced water gas shift (SEWGS) è una tecnologia per la cattura dell'anidride carbonica in pre-combustione che combina la cattura della CO2 attraverso un processo di adsorbimento con la reazione di water gas shift, producendo un flusso di idrogeno ad alta pressione a partire dal gas di sintesi.